# 前適応
前適応（ぜんてきおう preadaptation）とは、生物の進化において、ある環境に適応して器官や行動などの形質が発達するにあたり、それまで他の機能を持っていた形質が転用されたとき、この転用の過程や転用された元の機能を指す用語である。他に、薬剤耐性に関してやや異なった用法もある。いかなる器官であれごく初期から同じ機能を持っていたとは考えにくく、ほとんどの適応は前適応の時代を経ているだろうと考えられている。

## 一般的用法
前適応はある適応形質が形作られる場合に以前から存在した別の機能を持つ形質が用いられたことを指す。ある適応が現在の機能を持つ前に、それを構成するパーツがあらかじめ（先見的に、のちの機能を予期して）存在したり発達する理由はない。したがってそれ以前には個別のパーツは異なった目的に利用されていたと考えることができる。
これは、複数の器官に同時的な変化が必要だと思われる場合などには、説明として便利であるが、進化論批判の立場の議論によく見られる主張に、次のようなものがある。
- 特定の器官や行動はそれを機能させるのに複数の部分が働かねばならない。それぞれの部分が単独で変化してもその器官は機能せず、かといってそれらが同時に変化することが偶然に起きるとは考えがたい。だから、もし同時に変化したのだとすれば、そのためにはそれらをまとめて計画的に変化させる超自然的存在（神など）を考慮しなければならない。

このような主張は一理あるが、これが意味しているのは「現在の全てのパーツが揃っていなかったときには、現在と全く同じように働くことはできなかった」と言うことである。複雑な器官が少しずつ洗練されながら段階的に発達した可能性、初期的な器官が他の用途に用いられてきた可能性がここでは無視されていると言う指摘もある。後者のような場合、前段階を前適応と呼ぶ。
前適応に対し、現在見られる適応と同じ機能を持ち、それより発達していない前段階は前駆体と呼ぶ。たとえば「原猿類に見られる初期的な文法能力はヒトの言語能力の前駆体である」のように表現する（正確には、原猿類とヒトの共通祖先が持っていたと推測される言語能力が前駆体であり、原猿類はその能力をおおむね元のまま維持していると仮定されている）。

## 具体例
鳥類
たとえば、鳥は爬虫類（恐竜）から進化したものだと考えられている。しかし、鳥は空を飛ぶことを可能にするために、体の多くの部分が爬虫類とは異なっている。前足の指は退化し、背骨は互いに融合し、尾は短い。胸骨は胸筋をつけるために竜骨突起を発達させ、首は長くなっている。また、全身は羽毛で覆われ、前足は羽が並んだ翼となっている。そのうえで、空を飛ぶための行動（跳躍や羽ばたきなど）を行わなければならない。このすべてが飛ぶために必ずしも必要とは思われないが、羽毛や羽ばたき、背骨の構造などは整っていなければ空を飛べないと思われる。総合学説によれば、新しい形質は突然変異によってのみもたらされるものである。突然変異には方向性がないことになっているので、鳥が空を飛べるには、あまりにもたくさんの偶然が積み重ならなければならない。したがって、爬虫類から鳥に進化する過程で、これらの条件が同時にそろったのだとすれば、それは奇跡に近いと言える。
この困難を避けるために利用できるのが前適応という考えである。例えば、羽毛は実は地上性の恐竜が既に持っていたと見る訳である。この場合、羽毛は例えば体温保持の役割を担っていたと考えられる。そして、そのような羽毛恐竜の一部が樹上生活から滑空へと進めば、羽毛を整えて翼を形成することもさほど無理なく理解できる。より能動的に飛ぶための適応は、さらにその後に発達したと見ることもできる。
また、このことはなぜその系統のものが鳥になったか、という答えにもなり得る。それは、その系統の動物が鳥になり得るいくつかの特徴を持っていたからだ、と言えるからである。言い換えれば、「翼と羽毛が偶然そろって進化した」のではなく、「羽根を持っていたからこそ翼を進化させ得た」というふうに考えるのである。
この例では、現在は小型恐竜で羽毛を持っていたものがいることが分かってきているので、現実味を帯びているが、その進化の過程を十分に説明し得ているとは言えない。。
その他のケース
他に、哺乳類の胎生の仕組みを支えるのは、胎盤であるが、これは爬虫類の卵における尿のうに由来する。これも前適応の例と言えるだろう。あるいは陸上脊椎動物の耳もよく話題に上る例であるが、魚類においては頭蓋骨内に内耳があり、平衡胞の役割だけを持っていた。平衡胞は体の振動を受け取ることも可能であるから、これが陸上に出る際に音波の受容器に流用されたと考えられる。また、ヒトやほ乳類の眼の水晶体を作るのはクリスタリンというタンパク質である。これはより原始的な生物では他の機能を持つ。例えばホヤでは重力を感知する機能に関わっている。

## 外適応
スティーヴン・ジェイ・グールドとエリザベス・ヴルバは生物の多くの形質が適応であろうという立場に反対し、外適応（Exaptation）の概念を提唱した。外適応には二つの異なる意味がある。一つは前適応と同じくある形質が以前は現在とは異なる用途に使われている場合、もう一つは適応の副産物や他の適応と適応の間にできた部分が現在何らかの機能を持っている場合である。グールドはこのようなケースの例を挙げ適応主義を批判した。
しかし由来が何であれ、現在複雑な機能を持っているならそれは適応と呼ぶことができる。デイビッド・バスらはグールドが「外適応」を実質的に「適応」と同じ意味で用いており、しかも同じ文章の中で「適応」と「非適応（適応の副産物）」という二つの全く異なる意味で使い分けていることさえあると指摘した。したがって外適応概念は現在でもまれに使われるが、その定義は曖昧なままである。現在もっとも一般的には、前適応と全く同じ意味で用いられるか、あるいは古い機能（例えば羽毛による保温）をさす前適応に対して新しい機能（羽毛による飛翔）をさす場合に用いられる。

## 薬剤耐性に関して
細菌類や害虫において防除のための薬剤を散布すると、その薬剤に耐性を持つ系統が出現することがある。それらを詳しく調べると、薬剤が散布されるより前からその個体群内に薬剤耐性を持ったものが存在し、それが生き延びて数を増やした結果であることが判明する場合がある。この場合の、最初に薬剤をまく前から存在する薬剤耐性を前適応という。